# Shanon Carmelia
Shanon Carmelia (Boca Samí, 20 maart 1989) is een Curaçaos voetballer die doorgaans als rechtsback speelt.

## Clubcarrière
Carmelia speelde op Curaçao bij C.S.D. Barber en won met die club in 2007 de Sekshon Pagá en zowel in 2007 als 2008 de Kopa Antiano.
Vanaf de zomer van 2008 kwam hij uit voor N.E.C. waar hij aansloot bij Jong N.E.C.. Zijn komst kwam mede voort uit de sponsoring door de Antilliaanse zakenman Gregory Elias van de Nijmeegse club. Aan het eind van het seizoen 2009/10 werd het contract van Carmelia niet verlengd door N.E.C. Carmelia speelde niet in de hoofdmacht van N.E.C.. Hierop ging hij bij de amateurtak spelen in de Hoofdklasse, hier speelde hij 2 seizoenen.
Van de zomer van 2012 tot medio 2016 speelt hij voor JVC Cuijk in de Zondag Topklasse, hier speelde hij zevenenzeventig wedstrijden en scoorde 5 keer.. Vanaf het seizoen 2016/17 kwam hij uit voor IJsselmeervogels Hier speelde Carmelia zevenenzeventig wedstrijden opnieuw en scoorde drie keer. In 2019 ging Carmelia naar FC Lienden waar hij zeventienwedstrijden speelde en niet scoorde, waarna hij vertrok naar  VV DOVO in 2020, hier speelde Carmelia in een seizoen slechts vijf keer. na dit seizoen vertrok Carmelia naar USV Hercules, waar hij onderdeel was van de winst in de KNVB Beker tegen AFC Ajax (3-2 winst).

## Interlandcarrière

### Nederlandse Antillen
Onder bondscoach Leen Looyen (toenmalig hoofd scouting bij N.E.C.) speelde Carmelia ook eenmaal in het Nederlands-Antilliaans voetbalelftal, op 6 september 2008 in het vriendschappelijke duel tegen Venezuela.

#### Curaçao
In 2011 werd hij geselecteerd voor het Curaçaos voetbalelftal. Hij speelde drie wedstrijden voor het Curaçaos olympisch elftal en debuteerde op 7 september voor Curaçao in de thuiswedstrijd tegen Haïti. Het eerste doelpunt maakte Carmelia in een WK Kwalificatiewedstrijd tegen de Amerikaanse Maagdeneilanden in deze wedstrijd scoorde Carmelia ook zijn tweede goal deze wedstrijd werd met 6-1 gewonnen. Met Curaçao won Carmelia op 25 juni 2017 de finale van de Caribbean Cup 2017 door Jamaica met 2–1 te verslaan. Hij maakte deel uit van de Curaçaose selectie op de CONCACAF Gold Cup 2017 en 2019.

## Erelijst
| Competitie                     |                                |                                |                                |                                |
| Competitie                     | Aantal                         | Jaren                          |                                |                                |
| Centro Social Deportivo Barber | Centro Social Deportivo Barber | Centro Social Deportivo Barber | Centro Social Deportivo Barber | Centro Social Deportivo Barber |
| ------------------------------ | ------------------------------ | ------------------------------ | ------------------------------ | ------------------------------ |
| Sekshon Pagá                   | 1x                             | 2007                           |                                |                                |
| Kopa Antiano                   | 2x                             | 2007, 2008                     |                                |                                |
| IJsselmeervogels               |                                |                                |                                |                                |
| Derde divisie zaterdag         | 1x                             | 2016/17                        |                                |                                |

| Competitie    | Winnaar | Winnaar | Runner-up | Runner-up | Derde   | Derde   |
| Competitie    | Aantal  | Jaren   | Aantal    | Jaren     | Aantal  | Jaren   |
| Curaçao       | Curaçao | Curaçao | Curaçao   | Curaçao   | Curaçao | Curaçao |
| ------------- | ------- | ------- | --------- | --------- | ------- | ------- |
| Caribbean Cup | 1x      | 2017    |           |           |         |         |
| King's Cup    | 1x      | 2017    |           |           |         |         |

1 Room ·
2 Cuco Martina ·
3 Shermar Martina · 
4 Lachman · 
5 Carolina ·
6 Maria ·
7 Antonia ·
8 Bonevacia ·
9 Benschop ·
10 Bacuna ·
11 Nepomuceno ·
12 Carmelia ·
13 Gaari ·
14 Kastaneer ·
15 Shermaine Martina ·
16 Van Kessel ·
17 Constansia ·
18 Hooi ·
19 Arias ·
20 Vapor ·
21 Statie ·
22 Pieter · 
23 De la Paz · 
Coach: Bicentini